# Kraterozaur
Kraterozaur, Craterosaurus – czworonożny, roślinożerny, mało znany dinozaur należący do grupy stegozaurów.

## Nazwa
Znaczenie jego nazwy – jaszczur czaszowaty

## Wielkość
3 – 4 metry

## Pożywienie
rośliny

## Występowanie
Zamieszkiwał tereny dzisiejszej Wielkiej Brytanii (Anglia) we wczesnej kredzie.

## Odkrycie
Pozostałości znaleziono w Anglii. Są one bardzo ubogie.

## Opis
Czworonożny, głowa niewielka. Tylne kończyny większe niż przednie. Ogon długi. Kostne płyty na grzbiecie.

## Gatunki
- C. pottonensis

### Synonimy
- być może Regnozaur (nie ma wystarczającej ilości skamieniałości, by to potwierdzić lub wykluczyć)